# Langenmühle (Rothenburg ob der Tauber)
Langenmühle ist ein Gemeindeteil der Großen Kreisstadt Rothenburg ob der Tauber im Landkreis Ansbach (Mittelfranken, Bayern). Langenmühle liegt in der Gemarkung Rothenburg ob der Tauber.

## Geografie
Die Einöde liegt an der Tauber. 0,5 km südwestlich jenseits der Tauber liegt das Brunnenholz, 0,5 km südöstlich erhebt sich der Katzenbühl (415 m ü. NHN). Die Staatsstraße 2268 führt zur Untere Walkmühle (0,6 km nördlich) bzw. nach Detwang (0,6 km südlich). Im Ort steht eine Linde, die als Naturdenkmal ausgezeichnet ist.

## Geschichte
Mit dem Gemeindeedikt (frühes 19. Jahrhundert) wurde der Ort dem Steuerdistrikt und Munizipalgemeinde Rothenburg ob der Tauber zugewiesen.

### Baudenkmal
- Creglinger Straße 1. Langenmühle: Hauptgebäude, 15. Jahrhundert; steinerne Scheune, 1875.[5]

### Einwohnerentwicklung
| Jahr      | 001818 | 001840 | 001871 | 001885 | 001900 | 001925 | 001950 | 001961 | 001970 | 001987 |
| Einwohner | 6      | 5      | 10     | 12     | 8      | 12     | 12     | 8      | 3      | *      |
| Häuser    | 1      | 1      |        | 1      | 1      | 1      | 1      | 1      |        | *      |
| Quelle    | [ 7 ]  | [ 8 ]  | [ 9 ]  | [ 10 ] | [ 11 ] | [ 12 ] | [ 13 ] | [ 14 ] | [ 15 ] | [ 16 ] |

## Religion
Der Ort ist seit der Reformation evangelisch-lutherisch geprägt und bis heute nach St. Jakob (Rothenburg ob der Tauber) gepfarrt. Die Einwohner römisch-katholischer Konfession sind nach St. Johannis (Rothenburg ob der Tauber) gepfarrt.